# Friedrich Hermann
Friedrich Valentin Hermann, född den 1 februari 1828 i Frankfurt am Main, död den 27 september 1907 i Leipzig, var en tysk violinist och komponist. 
Hermann studerade vid Leipzigkonservatoriet från november 1843. Han var lärjunge till violinisten Ferdinand David samt till Moritz Hauptmann, Niels Wilhelm Gade och Felix Mendelssohn. Konservatoriet hade grundats samma år. Hermann utvecklade sig snabbt till en betydande konstnär på sitt instrument, men ägnade sig särskilt åt lärargärningen (vid Leipzigkonservatoriet) och skaffade sig som sådan ett ansett namn. Också utanför Tyskland blev han känd som den förtjänstfulle utgivaren av en violinskola och av största delen av den på Peters förlag utkomna klassiska violinmusiken.